# Lanosterin-Demethylase
Das Enzym Lanosterin-Demethylase (auch: CYP51A1) katalysiert die dehydrierende Demethylierung von Lanosterin zum 4,4-Dimethyl-5α-cholesta-8,14,24-trien-3β-ol. Diese chemische Reaktion ist ein Zwischenschritt in der Cholesterin- und der Ergosterinbiosynthese, die in Eukaryoten, aber auch in manchen Bakterien stattfindet. Es handelt sich um eine Monooxygenase vom Cytochrom P450-Typ, also mit Häm als Cofaktor. CYP51A1 wird vom Menschen in vielen Gewebetypen produziert.

## Katalysierte Reaktion
+ 3 O2 + 3 NADPH {\displaystyle \longrightarrow }
{\displaystyle \longrightarrow } + Formiat + 4 H2O + 3 NADP+
In mehreren Oxidationsschritten wird die 14-Methylgruppe des Lanosterins entfernt und eine 14,15-Doppelbindung erzeugt, wobei Formiat abgespalten wird. Auch andere 14-Methyl-Steroide (Eburicol, Norlanosterin, Obtusifoliol) werden als Substrat akzeptiert.